# رابرت جی. گمبل
رابرت جی. گمبل (به انگلیسی: Robert J. Gamble) سناتور سابق عضو حزب جمهوری‌خواه ایالات متحده آمریکا بود. وی در سال ۱۹۰۱ تا ۱۹۱۳ میلادی سناتور ایالت داکوتای جنوبی در سنای ایالات متحده آمریکا بود.